# Markree Castle
Markree Castle er en borg, der ligger i Collooney, County Sligo, Irland. Det er familiesæde for Cooper-familien, og er en fæstning med voldgrav ved floden Unshin. I dag er det et lille familidrevet hotel.
I 1830'erne havde observatoriet, Markree Observatory, på stedet det største refraktorteleskop i verden. I dag er det kendt for at være observatoriet, hvor asteroiden 9 Metis blev opdaget i 1840'erne.